# 拜德
拜德，是匈牙利豪伊杜-比豪尔州所辖的一个村。总面积10.20平方公里，总人口257，人口密度25.2人/平方公里（2011年1月1日）。